# Rich Text Format
Rich Text Format (vanligen förkortat RTF) är ett dokumentfilformat som har utvecklats av Microsoft sedan 1987. De flesta ordbehandlare kan läsa och skriva RTF-dokument.
Till skillnad från Microsofts andra dokumentfilformat är RTF-filer rena textfiler; det är ett exempel på ett märkspråk där speciella formateringskommandon är infogade i själva texten.